# Hadronyche
Hadronyche är ett släkte av spindlar. Hadronyche ingår i familjen Hexathelidae.
Kladogram enligt Catalogue of Life:
| Hadronyche | \| \| Hadronyche adelaidensis \| \| \| \| \| \| Hadronyche anzses \| \| \| \| \| \| Hadronyche cerberea \| \| \| \| \| \| Hadronyche eyrei \| \| \| \| \| \| Hadronyche flindersi \| \| \| \| \| \| Hadronyche formidabilis \| \| \| \| \| \| Hadronyche hirsuta \| \| \| \| \| \| Hadronyche infensa \| \| \| \| \| \| Hadronyche insularis \| \| \| \| \| \| Hadronyche meridiana \| \| \| \| \| \| Hadronyche modesta \| \| \| \| \| \| Hadronyche pulvinator \| \| \| \| \| \| Hadronyche valida \| \| \| \| \| \| Hadronyche venenata \| \| \| \| \| \| Hadronyche versuta \| \| \| \| |
|            | \| \| Hadronyche adelaidensis \| \| \| \| \| \| Hadronyche anzses \| \| \| \| \| \| Hadronyche cerberea \| \| \| \| \| \| Hadronyche eyrei \| \| \| \| \| \| Hadronyche flindersi \| \| \| \| \| \| Hadronyche formidabilis \| \| \| \| \| \| Hadronyche hirsuta \| \| \| \| \| \| Hadronyche infensa \| \| \| \| \| \| Hadronyche insularis \| \| \| \| \| \| Hadronyche meridiana \| \| \| \| \| \| Hadronyche modesta \| \| \| \| \| \| Hadronyche pulvinator \| \| \| \| \| \| Hadronyche valida \| \| \| \| \| \| Hadronyche venenata \| \| \| \| \| \| Hadronyche versuta \| \| \| \| |
|            | Atrax |
|            | |
|            | Bymainiella |
|            | |
|            | Hexathele |
|            | |
|            | Macrothele |
|            | |
|            | Mediothele |
|            | |
|            | Paraembolides |
|            | |
|            | Plesiothele |
|            | |
|            | Porrhothele |
|            | |
|            | Scotinoecus |
|            | |
|            | Teranodes |
|            | |
|            | Hadronyche adelaidensis |
|            | |
|            | Hadronyche anzses |
|            | |
|            | Hadronyche cerberea |
|            | |
|            | Hadronyche eyrei |
|            | |
|            | Hadronyche flindersi |
|            | |
|            | Hadronyche formidabilis |
|            | |
|            | Hadronyche hirsuta |
|            | |
|            | Hadronyche infensa |
|            | |
|            | Hadronyche insularis |
|            | |
|            | Hadronyche meridiana |
|            | |
|            | Hadronyche modesta |
|            | |
|            | Hadronyche pulvinator |
|            | |
|            | Hadronyche valida |
|            | |
|            | Hadronyche venenata |
|            | |
|            | Hadronyche versuta |
|            | |

|  | Hadronyche adelaidensis |
|  |                         |
|  | Hadronyche anzses       |
|  |                         |
|  | Hadronyche cerberea     |
|  |                         |
|  | Hadronyche eyrei        |
|  |                         |
|  | Hadronyche flindersi    |
|  |                         |
|  | Hadronyche formidabilis |
|  |                         |
|  | Hadronyche hirsuta      |
|  |                         |
|  | Hadronyche infensa      |
|  |                         |
|  | Hadronyche insularis    |
|  |                         |
|  | Hadronyche meridiana    |
|  |                         |
|  | Hadronyche modesta      |
|  |                         |
|  | Hadronyche pulvinator   |
|  |                         |
|  | Hadronyche valida       |
|  |                         |
|  | Hadronyche venenata     |
|  |                         |
|  | Hadronyche versuta      |
|  |                         |